# Věslav Michalik
Věslav Michalik (ur. 1 marca 1963 w Czeskim Cieszynie, zm. 12 czerwca 2022) – czeski polityk, fizyk, finansista i samorządowiec, zastępca hetmana kraju środkowoczeskiego, wiceprzewodniczący Burmistrzów i Niezależnych.

## Życiorys
Z wykształcenia fizyk, w 1986 ukończył studia na Politechnice Czeskiej w Pradze. W 1992 uzyskał stopień kandydata nauk. Do połowy lat 90. pracował w instytucie fizyki jądrowej Czechosłowackiej Akademii Nauk (następnie Akademii Nauk Republiki Czeskiej). W latach 1995–2007 był związany z sektorem finansowym (jako analityk i członek organów zarządzających), pracował w takich instytucjach jak Bank Austria czy HypoVereinsbank. W 2002 zaczął prowadzić własną działalność gospodarczą w branży doradztwa inwestycyjnego.
W 2002 został radnym gminy Dolní Břežany, a w 2004 objął stanowisko jej burmistrza. Dołączył do ruchu politycznego Burmistrzowie i Niezależni, w 2014 objął funkcję przewodniczącego jego struktur w kraju środkowoczeskim. W 2021 został wiceprzewodniczącym tego ugrupowania. W 2012 zasiadł w radzie kraju środkowoczeskiego, w 2016 dołączył do władz wykonawczych, a w 2020 został zastępcą hetmana kraju do spraw finansów, dotacji i innowacji.
W listopadzie 2021 był kandydatem swojego ruchu na ministra przemysłu i handlu w nowo tworzonym rządzie Petra Fiali. Zrezygnował z ubiegania się o tę funkcję po publikacjach prasowych dotyczących działalności firm powiązanych z jego rodziną.